# وزارة المالية (الصين)
وزارة المالية في جمهورية الصين الشعبية (بالصينية: 中华人民共和国财政部) هي وزارة تنفيذية في مجلس الدولة على مستوى مجلس الوزراء الصيني مسؤولة عن إدارة سياسات الاقتصاد الكلي والميزانية السنوية. كما أنها تتعامل مع السياسة المالية واللوائح الاقتصادية والإنفاق الحكومي للدولة في الصين.

## أنظر أيضا
- النظام المالي الصيني
- بنك الشعب الصيني

## وصلات خارجية
- الموقع الرسمي باللغة الصينية